# Nationaal Park Homilsjanski Lisy
Nationaal Park Homilsjanski Lisy (Oekraïens: Національний природний парк «Гомільшанські ліси») is een nationaal park in de oblast Charkov in het oosten van Oekraïne. De oprichting tot nationaal park vond plaats op 6 september 2004 per presidentieel besluit (№ 1047/2004) en vond plaats om de steppevalleien van de rivier Severski Donets te behouden, herstellen en beschermen. Nationaal Park Homilsjanski Lisy heeft een oppervlakte van 143,148 km².

## Kenmerken
Nationaal Park Homilsjanski Lisy valt binnen de biogeografische zone van de bossteppen en ligt in het stroomdal van de rivier Severski Donets. Het gebied bestaat uit rivierterassen, zoetwatermeren, vochtige graslanden en verschillende bostypen. Op de hogere rechteroever van de Severski Donets kunnen vooral loofbossen worden gevonden, bestaande uit esdoorns, essen en linden. Op het zandgrondterras aan de linkeroever bevinden zich vooral dennenbossen.

## Flora en fauna
In Nationaal Park Homilsjanski Lisy zijn bijna 130 vogelsoorten waargenomen. Hiertussen bevinden zich soorten die in West-Europa over het algemeen zeldzaam zijn, zoals het woudaapje (Ixobruchus minutus), purperreiger (Ardea purpurea), kwartelkoning (Crex crex) en kraanvogel (Grus grus). Daarnaast broeden er ook meerdere soorten die voor Oekraïense standaarden ook zeldzaam zijn, zoals de dwergarend (Hieraaetus pennatus), visarend (Pandion haliaetus), zeearend (Haliaeetus albicilla) en schreeuwarend (Clanga pomarina). Deze staan dan ook op de Oekraïense lijst van bedreigde soorten. Enkele van de in Homilsjanski Lisy voorkomende zoogdieren zijn de otter (Lutra lutra), das (Meles meles) en hermelijn (Mustela erminea).

## Afbeeldingen

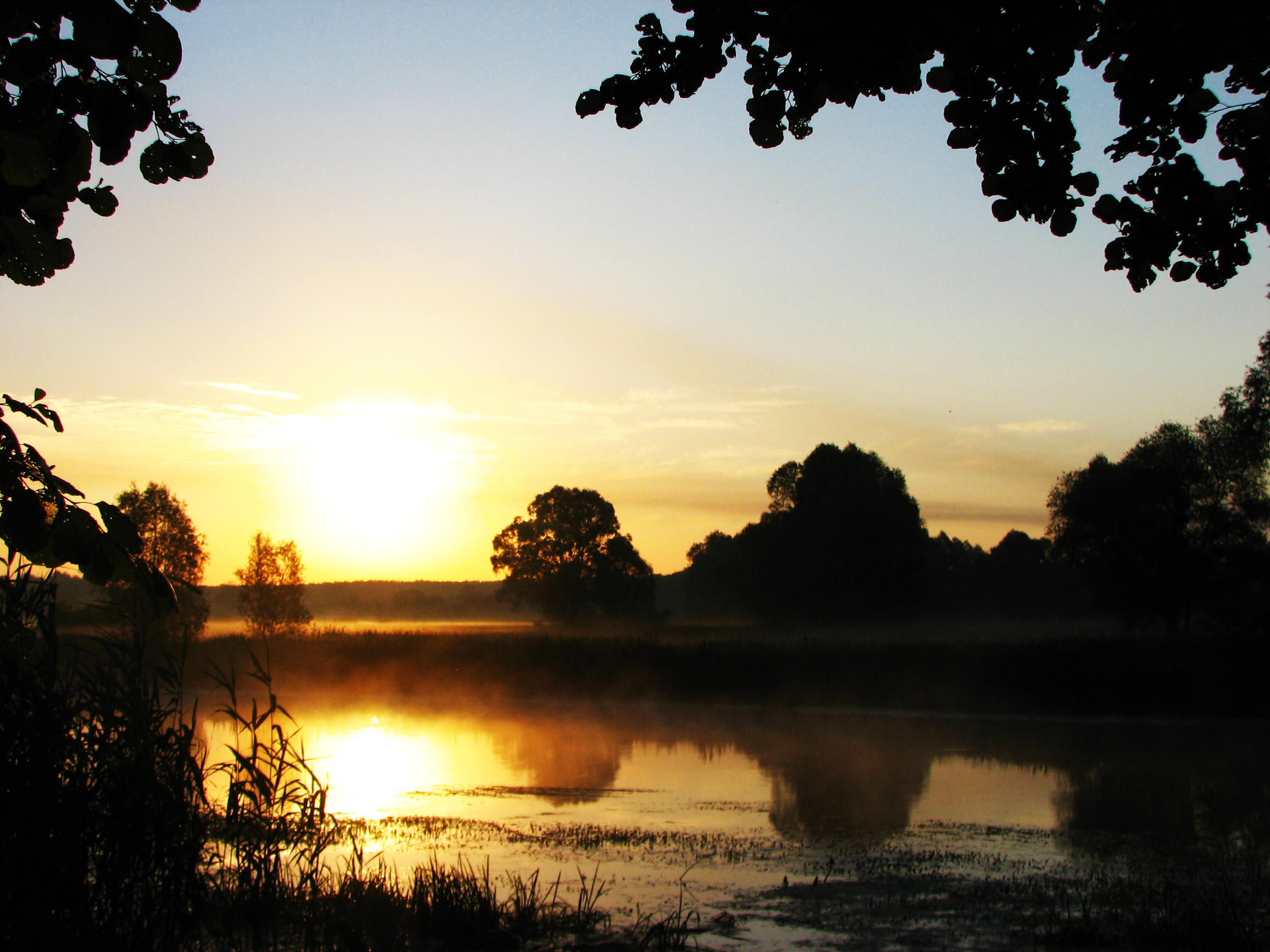
Zonsopgang over Nationaal Park Homilsjanski Lisy.
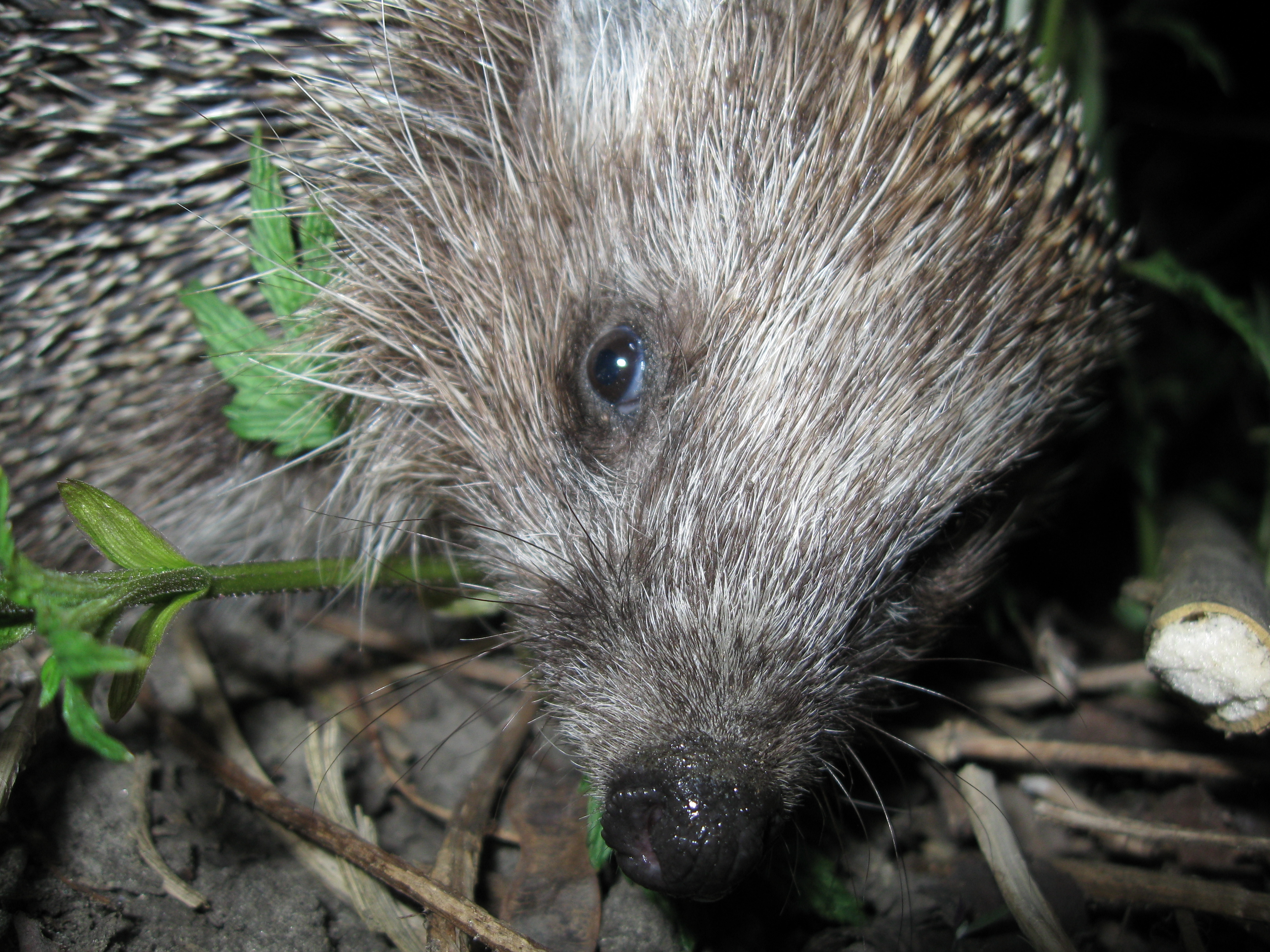
Oostelijke egel (Erinaceus roumanicus).
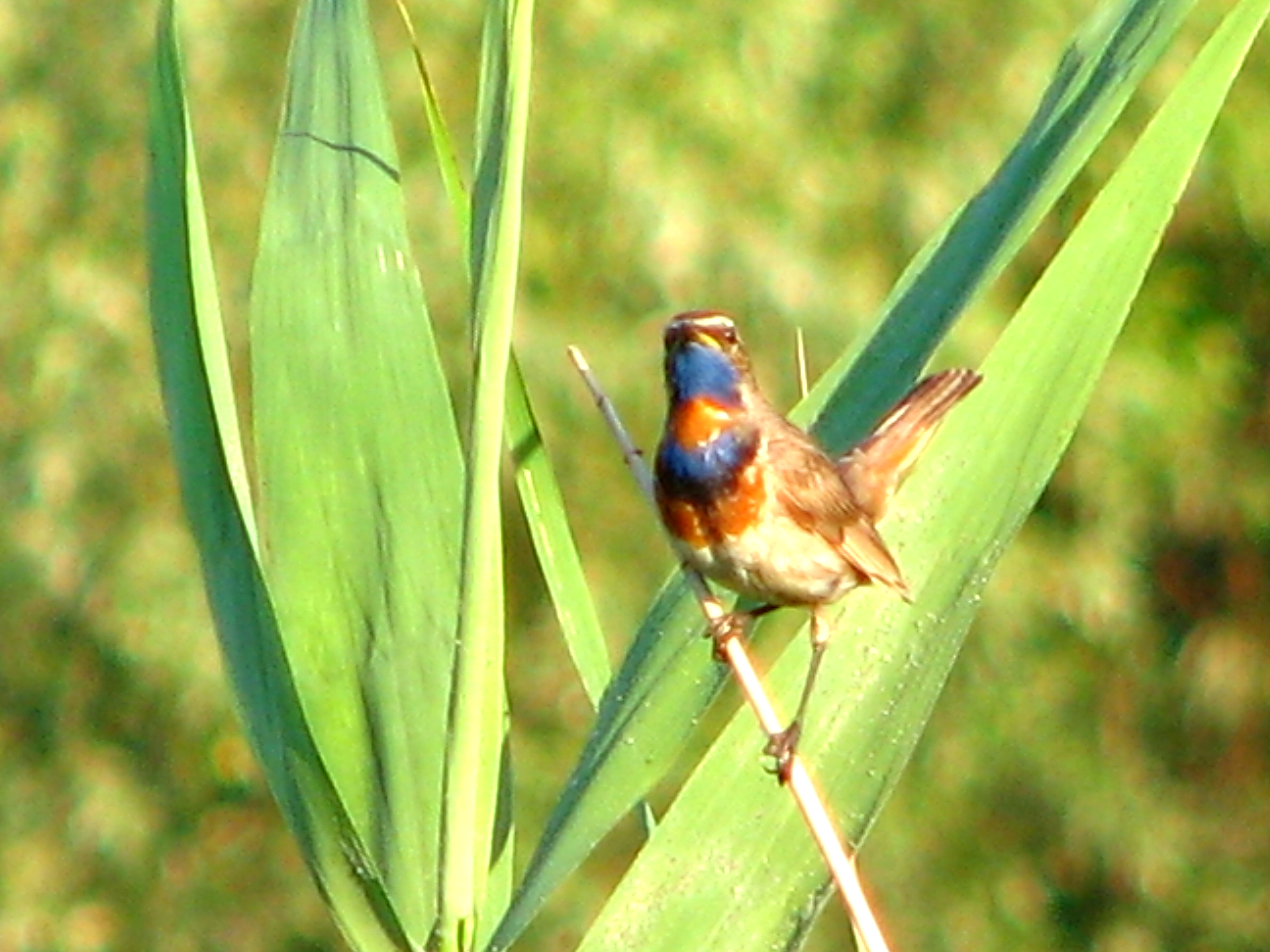
Een mannelijke blauwborst (Luscinia svecica).
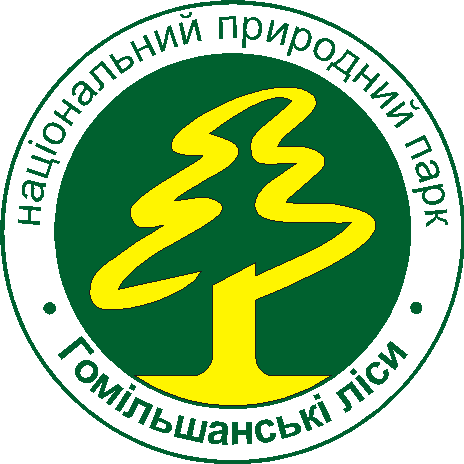

...
Boezky Hard · 
Chotynsky · 
Desnjansko-Starohoetsky · 
Homilsjanski Lisy · 
Karmeljoek-Podolië · 
Karpaten · 
Noord-Podolië · 
Oezjansky · 
Podilski Tovtry · 
Synevyr · 
Skolivski Beskydy · 
Toezlovski Lymany · 
Tsoemanska Poesjtsja · 
Zalissja
...